# Francisco Galán
Gerardo Antonio Bermudez, plus connu sous le nom de guerre de Francisco Galán, est un ancien commandant de l'Armée nationale de libération (ELN), un groupe de guérilleros colombiens d'obédience marxiste. En 2008, après treize ans de prison, il a officiellement renoncé à la lutte armée et sert d'intermédiaire entre le gouvernement et son ancienne formation, plus petite que les FARC.